# 37022 Robertovittori
37022 Robertovittori è un asteroide della fascia principale. Scoperto nel 2000, presenta un'orbita caratterizzata da un semiasse maggiore pari a 2,8083666 au e da un'eccentricità di 0,0576218, inclinata di 4,85008° rispetto all'eclittica.
L'asteroide è dedicato all'astronomo italiano Roberto Vittori.